# 弗賴恩施泰因-托伊芬
弗賴恩施泰因-托伊芬（德語：Freienstein-Teufen）是瑞士联邦苏黎世州比拉赫区的市镇。该市镇面积为8.32平方千米，海拔高度370米，2018年12月31日人口数为2,371。

## 外部連結
- 弗赖恩施泰因-托伊芬官方网站 （页面存档备份，存于） （德文）